# Boston Society of Film Critics Award per il miglior regista
Il Boston Society of Film Critics Award per il miglior regista (BSFC Award for Best Director) è un premio assegnato annualmente dal 1980 dai membri del Boston Society of Film Critics al miglior regista di un film distribuito negli Stati Uniti nel corso dell'anno.

## Albo d'oro

### Anni 1980
- 1980: Roman Polański - Tess
- 1981: Steven Spielberg - I predatori dell'arca perduta (Raiders of the Lost Ark)
- 1982: Steven Spielberg - E.T. l'extra-terrestre (E.T. the Extra-Terrestrial )
- 1983: Paolo e Vittorio Taviani - La notte di San Lorenzo
- 1984: Bertrand Tavernier - Una domenica in campagna (Un dimanche à la campagne)
- 1985: John Huston - L'onore dei Prizzi (Prizzi's Honor)
- 1986: 
  - David Lynch - Velluto blu (Blue Velvet)
  - Oliver Stone - Platoon
- 1987: Stanley Kubrick - Full Metal Jacket
- 1988: Stephen Frears - Le relazioni pericolose (Dangerous Liaisons)
- 1989: Woody Allen - Crimini e misfatti (Crimes and Misdemeanors)

### Anni 1990
- 1990: Martin Scorsese - Quei bravi ragazzi (Goodfellas)
- 1991: Jonathan Demme - Il silenzio degli innocenti (The Silence of the Lambs)
- 1992: Robert Altman - I protagonisti (The Player)
- 1993: Steven Spielberg - Schindler's List - La lista di Schindler (Schindler's List)
- 1994: Quentin Tarantino - Pulp Fiction
- 1995: Ang Lee - Ragione e sentimento (Sense and Sensibility)
- 1996: Mike Leigh - Segreti e bugie (Secrets & Lies)
- 1997: Curtis Hanson - L.A. Confidential
- 1998: John Boorman - The General
- 1999: David O. Russell - Three Kings

### Anni 2000
- 2000: Cameron Crowe - Quasi famosi (Almost Famous)
- 2001: David Lynch - Mulholland Drive (Mulholland Dr.)
- 2002: Roman Polański - Il pianista (The Pianist )
- 2003: Sofia Coppola - Lost in Translation - L'amore tradotto (Lost in Translation)
- 2004: Zhāng Yìmóu - La foresta dei pugnali volanti (十面埋伏)
- 2005: Ang Lee - I segreti di Brokeback Mountain (Brokeback Mountain)
- 2006: Martin Scorsese - The Departed - Il bene e il male (The Departed)
- 2007: Julian Schnabel - Lo scafandro e la farfalla (Le scaphandre et le papillon)
- 2008: Gus Van Sant - Milk e Paranoid Park
- 2009: Kathryn Bigelow - The Hurt Locker

### Anni 2010
- 2010: David Fincher - The Social Network
- 2011: Martin Scorsese - Hugo Cabret (Hugo)
- 2012: Kathryn Bigelow - Zero Dark Thirty
- 2013: Steve McQueen - 12 anni schiavo (12 Years a Slave)
- 2014: Richard Linklater - Boyhood
- 2015: Todd Haynes - Carol
- 2016: Damien Chazelle - La La Land
- 2017: Paul Thomas Anderson - Il filo nascosto (Phantom Thread)
- 2018: Lynne Ramsay - A Beautiful Day - You Were Never Really Here (You Were Never Really Here)
- 2019: Bong Joon-ho - Parasite (Gisaengchung)

### Anni 2020
- 2020: Chloé Zhao - Nomadland
- 2021: Ryūsuke Hamaguchi - Drive My Car[2][3]
- 2022: Todd Field – Tár[4][5][6]
- 2023: Jonathan Glazer – La zona d'interesse (The Zone of Interest)[7][8]
- 2024: Sean Baker – Anora